# Daniel Rye
Daniel Rye Ottosen (født i 1989 i Give) er en dansk fotojournalist, forfatter, foredragsholder og tidligere elitegymnast, som blev offentligt kendt, da han i 2014 vendte hjem efter at have været holdt fanget i Syrien af Islamisk Stat i 398 dage. Den 19. juni 2014 blev han løsladt af gidseltagerne efter at der var betalt en løsesum på 15 millioner kroner. Han blev under sit fangenskab i Syrien mishandlet og tortureret. Han var gidsel sammen med blandt andre den amerikanske journalist James Foley, der blev halshugget.
Historien om Daniel Rye er beskrevet i Puk Damsgårds prisvindende bog Ser du månen, Daniel (2015) og er filmatiseret under samme titel. I 2019 udgav han bogen Mens vi venter, hvor han følger en familie i Malawi i skyggen af klimaforandringerne. I 2023 udgav han bogen Nærmest fri - min vej ud af mørket på Politikens Forlag.

## Baggrund

### Opvækst
Rye er opvokset i Hedegård tæt på Billund med sin mor og far samt storesøster og lillesøster. Han var som ung elitegymnast og har været i lære som tømrer. Som 22-årig var han udtaget til DGI's Verdenshold, som er en gruppe af Danmarks dygtigste gymnaster, der rejser rundt i verdenen for at vise deres talent. På en træningslejr, inden han skulle af sted, kom han til skade med sit knæ, da han skulle udføre en dobbeltstrakt salto med tre skruer. Han kom derfor ikke med i den prestigefulde gymnastik-trup. Efter afslag fra Danmarks Journalisthøjskole fik han et job som assistent for den erfarne freelancefotograf Jan Grarup, og han kom med på en reportagetur til Somalia.

### Personlige liv
Han bor i Aarhus sammen med sin kæreste Signe, som han har tre sønner med.

## Kidnapning i Syrien
Den 13. maj 2013 rejste han til Tyrkiet for at dokumentere den syriske krigs menneskelige konsekvenser i det nordlige Syrien og de syriske flygtninge i Tyrkiet. Han havde gennem længere tid planlagt rejsen, hvor han ville fotografere livet for de civile, som ikke kunne eller ikke ønskede at flygte ud af landet under borgerkrigen. Han havde pakket en skudsikker vest og en førstehjælpstaske og rejste en eftermiddag i midten af måneden fra København til det sydlige Tyrkiet, hvorfra han næste morgen kørte videre til grænsebyen Kilis få kilometer fra Syriens nordlige grænse. I byen skulle han mødes med en lokal fikser, som ville hjælpe ham ind i Syrien og tilbage igen. Den 16. maj 2013 kørte han over grænsen og ind i det nordlige Syrien. I grænsebyen Azaz i Nordsyrien gik han rundt og fotograferede, men på et tidspunkt kom en lokal hen til ham og sagde, at man skulle have tilladelse til at fotografere. Rye gik sammen med sin fikser hen til en bygning omkranset af en høj mur, hvor den lokale milits holdt til. Han blev af en ældre herre i camouflagetøj ført ind på et kontor, hvor han forklarede, at han var fotograf fra Danmark, og at han var taget til Syrien for at tage billeder af civile. Den ældre mand bad ham om at rejse sig og samle sine hænder på ryggen. Så blev han lagt i håndjern og fik bind for øjnene. Han blev taget som gidsel den 17. maj 2013. De lokale militsledere i Azaz mistænkte ham for at arbejde for en fremmed efterretningstjeneste og begyndte systematisk at afhøre og tortere ham. Blandt andet blev han udsat for "dækket", en torturmetode hvor man får presset et bildæk ned over sine ben og bliver pisket under fødderne, og "shabeh", hvor man bliver hængt i sine håndjern i en kæde fra loftet i time- eller dagevis.
Torturen fortsatte i 13 måneder. En del af den mest brutale tortur blev udført af en gruppe på fire briter, som var rejst fra Storbritannien til Syrien for at tilslutte sig Islamisk Stat, blandt andet Alexanda Kotey og El Shafee Elsheikh. The Beatles, blev de kaldt på grund af deres britiske accent. Under afhøringerne havde han bind for øjnene og stod ofte med ryggen mod væggen. Derudover har han minus tre på begge øjne og uden sine briller havde han svært ved at se tydeligt. I Syrien blev han flyttet flere gange. Han endte med at blive placeret i et kompleks i nærheden af Islamisk Stats hovedby Raqqa.

### Gidselforhandlinger
Daniel Ryes sag var gennem længere tid kendt af den danske presse, men hensynet til hans sikkerhed gjorde, at alle afholdt sig fra at dække historien. Sagen var derfor ikke omtalt i medierne tidligere af hensyn til forhandlingerne med gidseltagerne om at få ham fri. Rye sad fanget med 24 andre udlændinge fra 13 forskellige nationer. 19 mænd og 5 kvinder var af IS blevet samlet i det samme kompleks sydøst for IS' hovedby Raqqa. Mens han sad som gidsel hos IS, foregik der en forhandling om hans frigivelse gennem hans familie. I februar 2014 begyndte gidseltagerne at forhandle om de fleste af gidslerne – dem, der ikke var fra Storbritannien eller USA, som ikke forhandler med terrorister eller udbetaler løsesummer. Det gør Danmark heller ikke, men myndighederne lod familien begynde at samle penge ind til løsesumskravet, der lød på 2 millioner euro. Den danske stat giver af princip ikke penge til terrorister, så den løsesum, der i sidste ende førte til hans frigivelse, blev indsamlet blandt familie, venner og andre danskere, der ønskede at hjælpe.
Det var den danske gidselforhandler Jens Serup fra det danske sikkerhedsfirma Guardian, der var han med til at forhandle om løsladelsen af Daniel Rye. Serup var en af de første danske officerer, der blev uddannet gidselforhandler. Rye var det sidste gidsel, der forlod Islamisk Stat' fængsel i live i juni 2014. Herefter begyndte IS at dræbe de tilbageværende vestlige gidsler. Han blev frigivet den 19. juni 2014 efter en forhandling om løsesum. Under hans tilfangetagelse blev han nær ven med den amerikanske journalist James Foley, som var blevet taget til fange i november 2012. Rye leverede desuden James Foleys sidste besked til hans familie i USA. Foley fik aldrig lov til at sende et brev, og derfor betroede han sine meddelelser til Rye, der overleverede dem via telefon, da han blev frigivet. Foleys mor skulle også være rejst til København for at mødes med Daniel en uge før hendes søn blev henrettet. Foley blev det første offer for de videodokumenterede henrettelser af IS, der gik verden rundt.

### Retsforfølgelse
Den kuwaitisk-fødte britiske statsborger Mohammed Emwazi også kaldet Jihadi John blev den 12. november 2015 dræbt i et amerikansk-ledet luftangreb mod Islamisk Stats daværende højborg Raqqa. Hans bil blev ramt i et dronenangreb i Raqqa, hvor den ramte hans bil og dræbte ham med det samme. Han har blandt andet optrådt på videoer, hvor amerikanerne Steven Sotloff, James Foley og Peter Kassig, briterne David Haines og Alan Henning, samt den japanske journalist Kenji Goto er blevet dræbt ved at få skåret halsen over. Rye stiftede også bekendtskab med Jihad John, som ydmygede sine fanger. Jihadi John tvang både Rye og hans medfanger til at danse tango og til at synge med på en omskrevet version af Eagles-hittet "Hotel California" under opholdet i fængslet.
Alexanda Kotey og El Shafee Elsheikh blev fanget af kurdiske militser i Syrien i januar 2018. Begge voksede op i Storbritannien og var britiske statsborgere, indtil den britiske regering fratog dem deres statsborgerskaber. I 2019 blev de overdraget til det amerikanske militærs varetægt i Irak, mens de i oktober 2020 blev fløjet til USA, hvor de blev sigtet for at have deltaget i halshugninger af amerikanske gidsler i Syrien. Retssagen mod de mænd foregik i den føderale retsbygning i byen Alexandria i delstaten Virginia. Kotey og Elsheikh blev tiltalt for otte forskellige forhold. De havde begge tidligere erklæret sig ikke-skyldige, forstået på den måde, at de indrømmer at have kæmpet for Islamisk Stat i Syrien, men afviser at have været medlemmer af gruppen "Beatles". Retssagen mod El Shafee Elsheikh begyndte i marts 2022, og i april blev han dømt skyldig i gidseltagning med dødelig udgang og planlagt drab. I april 2022 var Daniel Rye flere gange i USA for at vidne mod Elsheikh. Den 19. august 2022 blev han idømt fængsel på livstid. Kotey blev den 29. april 2022 idømt fængsel på livstid. Han havde erklæret sig skyldig i drab på fire gidsler. Han vedstod desuden, at han og hans gruppe torturerede deres gidsler, hvilket bl.a. inkluderede waterboarding og elektrisk stød. Begge mænd afsoner deres livstidsdomme i det særligt sikrede fængsel ADX Florence i Colorado. Fængslet er et af de mest sikre i USA, og det er endnu ikke lykkedes nogen af flygte fra fængslet, siden det blev åbnet i 1994. Fangerne i ADX Florence sidder 23 timer i døgnet i cellen.

## Liv efter Syrien
Efter sin hjemkomst fra Syrien begyndte han, at holde foredrag om sin rejse. Flere end 200 foredrag er det blevet til, hvor han fortæller detaljeret om rejsen ind i landet og om tiden som gidsel. Han har tidligere udtalt at foredragene er en terapi for ham. I 2015 udgav Puk Damsgård den anmelderroste bestseller Ser du månen, Daniel. I 2016 fik Damsgård overrakt den journalistiske Cavlingpris for bogen. Den 28. oktober 2016 fik både Damsgård og Rye overrakt DIGNITY-prisen på den franske ambassade i København. Ser du månen, Daniel blev i 2019 filmatiseret under samme titel. Filmen er instrueret af Niels Arden Oplev. I filmen spillede Esben Smed hovedrollen som Daniel Rye. Den blev meget populær i de danske biografer og solgte over 470.000 billetter.
I 2020 var han vært på DR's dokumentarserie Ud af mørket med Daniel Rye. I programserien møder han mennesker, der har skullet finde en vej ud af sorg. Han mødte bl.a. Helle hvis datter Louisa i 2018 blev dræbt af terrorister under en vandretur i Marokko. Dokumentarserien består af to sæsoner med hver seks afsnit. Anden sæson blev sendt i efteråret 2021. Den 21. december 2020 blev filmen Daniel Rye – Livet efter Syrien vist på DR1. Filmen er lavet af instruktør Abbi Moreno, der brugte seks år på at følge Rye.
I 2023 udgav han bogen Nærmest fri - min vej ud af mørket. I bogen fortæller han om, hvordan han er kommet videre i livet efter sine traumatiske oplevelser i Syrien.